# Шевченко Юрій Анатолійович
Юрій Анатолійович Шевченко (28 червня 1939, Москва - 6 листопада 2020) - радянський і російський розвідник-нелегал, полковник КДБ СРСР, Герой Російської Федерації (10.05.2017).

## Біографія
Народився 28 червня 1939 року в Москві в родині службовців.
У 1963 році закінчив факультет промислового будівництва Московського архітектурного інституту за спеціальністю «архітектор».
З 1963 року - співробітник ПГУ КДБ СРСР. У 1965 році закінчив основний дворічний факультет Школи № 101 КДБ СРСР. На підготовку для роботи в особливих умовах з 1965 року.
З 1969 року перебував на нелегальній роботі в ряді зарубіжних країн, де вів роботу з цінними джерелами, брав участь в вербовочній розробці та вербуванні об'єктів розвідувального інтересу, добував цінну інформацію по пріоритетною проблематики, в тому числі з вищою грифом секретності «Космік». Проявив мужність і героїзм, реалізував ряд складних гострих оперативних комбінацій, створивши канали отримання інформації, безпосередньо зачіпає національні інтереси СРСР, а згодом і Росію.
У 2001 році повернувся на батьківщину, працював в Центрі. У 2010 році вийшов у відставку. Активно передавав свій багатий оперативний досвід молодим розвідникам-нелегалам. Захоплювався живописом.
Указом Президента Російської Федерації В. В. Путіна 10 травня 2017 року Шевченко Юрію Анатолійовичу було присвоєно звання Героя Російської Федерації.

## Нагороди
- Герой Російської Федерації (Указ Президента Російської Федерації № 205СС від 10 травня 2017 року)
- Орден «За заслуги перед Вітчизною» IV ступеня
- Орден «За військові заслуги»
- Орден Червоного Прапора
- Орден Червоної Зірки
- Почесне звання « Заслужений працівник органів зовнішньої розвідки Російської Федерації »
- Медалі СРСР і Росії
- Почесний знак « Почесний співробітник держбезпеки »
- Почесний знак «За службу в розвідці»